# Voorhees (New Jersey)
Voorhees – jednostka osadnicza w Stanach Zjednoczonych, w stanie New Jersey, w hrabstwie Somerset.